# Kuzinellus torulosus
Kuzinellus torulosus är en spindeldjursart som beskrevs av Kuznetsov 1994. Kuzinellus torulosus ingår i släktet Kuzinellus och familjen Phytoseiidae. Inga underarter finns listade i Catalogue of Life.